# Campeonato Europeo de Patinaje de Velocidad sobre Hielo de 2013
El CVII Campeonato Europeo de Patinaje de Velocidad sobre Hielo se celebró en Heerenveen (Países Bajos) del 11 al 13 de enero de 2013 bajo la organización de la Unión Internacional de Patinaje sobre Hielo (ISU) y la Federación Neerlandesa de Patinaje sobre Hielo.
Las competiciones se realizaron en el estadio Thialf de la ciudad neerlandesa.

## Resultados

### Masculino
| Evento                      | Oro                                       | Plata                                         | Bronce                                    |
| --------------------------- | ----------------------------------------- | --------------------------------------------- | ----------------------------------------- |
| 500 m (11.01)               | Konrad Niedźwiedzki · Polonia · 35,93 s   | Zbigniew Bródka · Polonia · 36,03 s           | Håvard Bøkko · Noruega · 36,14 s          |
| 1500 m (12.01)              | Konrad Niedźwiedzki · Polonia · 1:46,32   | Zbigniew Bródka · Polonia · 1:46,38           | Sverre Lunde Pedersen · Noruega · 1:46,39 |
| 5000 m (11.01)              | Sven Kramer · Países Bajos · 6:12,55      | Jan Blokhuijsen · Países Bajos · 6:18,16      | Sverre Lunde Pedersen · Noruega · 6:19,07 |
| 10 000 m (13.01)            | Sven Kramer · Países Bajos · 12:55,98     | Jan Blokhuijsen · Países Bajos · 13:01,60     | Bart Swings · Bélgica · 13:08,08          |
| Clasificación total (13.01) | Sven Kramer · Países Bajos · 148,584 pts. | Jan Blokhuijsen · Países Bajos · 149,259 pts. | Håvard Bøkko · Noruega · 149,479 pts.     |

### Femenino
| Evento                      | Oro                                           | Plata                                         | Bronce                                         |
| --------------------------- | --------------------------------------------- | --------------------------------------------- | ---------------------------------------------- |
| 500 m (12.01)               | Karolína Erbanová · República Checa · 38,72 s | Yekaterina Lobysheva · Rusia · 38,98 s        | Antoinette de Jong · Países Bajos · 39,42 s    |
| 1500 m (13.01)              | Ireen Wüst · Países Bajos · 1:56,39           | Linda de Vries · Países Bajos · 1:57,57       | Diane Valkenburg · Países Bajos · 1:57,76      |
| 3000 m (12.01)              | Ireen Wüst · Países Bajos · 4:01,25           | Martina Sáblíková · República Checa · 4:03,68 | Linda de Vries · Países Bajos · 4:05,33        |
| 5000 m (13.01)              | Martina Sáblíková · República Checa · 6:57,16 | Ireen Wüst · Países Bajos · 7:01,95           | Linda de Vries · Países Bajos · 7:02,77        |
| Clasificación total (13.01) | Ireen Wüst · Países Bajos · 160,889 pts.      | Linda de Vries · Países Bajos · 162,335 pts.  | Diane Valkenburg · Países Bajos · 162,712 pts. |

## Medallero
- Solo se otorgan medallas en la clasificación general.

| Núm. | País         | Oro | Plata | Bronce | Total |
| ---- | ------------ | --- | ----- | ------ | ----- |
| 1    | Países Bajos | 2   | 2     | 1      | 5     |
| 2    | Noruega      | 0   | 0     | 1      | 1     |
|      | TOTAL        | 2   | 2     | 2      | 6     |